# Индийци
Индийците са гражданите на Индия, втората по население нация в света (след Китай), съдържаща 17,50% от световното население. В Индия терминът „индиец“ се отнася по-скоро до националност, а не до определен етнос или език.
Според преброяване от 2001 г. най-много индийци изповядват индуизма. След това са ислямът, християнството, сикхизмът и будизмът. Освен тях има и местни религии, които също са изповядвани. Индия е третата страна с най-много мюсюлмани.

## Език
Индийците говорят хинди, английски и други езици, които са официални в различните щати на Индия.

## Религия
Разпространение на религиите в Индия, според преброяване от 2001:
- 827 578 868 (80,5 %) – индуисти
- 100 008 240 (13,4 %) – мюсюлмани
- 24 080 016 (2,3 %) – християни
- 19 215 730 (1,9 %) – сикхисти